# Ануфриева, Елена Ивановна
Еле́на Ива́новна Ану́фриева (род. 19 мая 1881 [1889]; Павловский Посад — 23 апреля 1952; Павловский Посад) — советская актриса
театра и кино.

## Биография
Её отец Иван Николаевич Ануфриев-Пенкин, выходец из крестьян, служил управляющим на фабрике (умер в 1911 году). Мать Татьяна Кирилловна Акимова — домашняя хозяйка (умерла в 1937 году).
В 1909 году поступила на драматические курсы при Московской филармонии и окончила их в 1912 году. Затем на протяжении многих лет работала в провинциальных театрах: Пушкинском летнем театре, Севастопольском народном драмтеатре, Мариупольском драмтеатре, Бердянском драмтеатре, Нижне-Чирском драмтеатре, летнем драмтеатре города Феодосии, Керченском драмтеатре, Орехово-Зуевском драмтеатре, драмтеатре Отдела народного образования.
С 1925 года Елена Ануфриева начала работать в кино. При Горкоме кино прослушала цикл лекций по истории и технике кинематографа, занималась по ритму и мимике в производственных мастерских. С 1931 по 1932 и с 1940 по 1941 годы была штатной артисткой киностудии «Мосфильм».
В годы войны находилась в эвакуации в Алма-Ате. По возвращении в 1944 году снова вошла в штат киностудии «Мосфильм», а с 1945 года — театра-студии киноактёра, в котором работала до конца жизни.
Снималась в кино в основном в небольших ролях и эпизодах, играя деревенских женщин, работниц, матерей.
Умерла 23 апреля 1952 года. Похоронена на Центральном городском кладбище города Павловский Посад Московской области .

## Фильмография
- 1929 — «Чины и люди» — любопытная баба на базаре
- 1936 — «Груня Корнакова» — бригадирша
- 1936 — «Поколение победителей» — вдова
- 1936 — «Чудесница» — доярка
- 1938 — «Новая Москва» — сестра бабушки
- 1938 — «Семья Оппенгейм» — пассажирка поезда с ребёнком
- 1939 — «В поисках радости» — мать Митьки Спирина
- 1939 — «Поднятая целина» — казачка
- 1939 — «Шёл солдат с фронта» — мать Семёна
- 1941 — «Боевой киносборник № 3» — мать в новелле «Мужество»
- 1942 — «Как закалялась сталь» — мать Корчагина
- 1944 — «Родные поля» — колхозница
- 1944 — «Большая земля» — тетя Тоня, соседка Антонины
- 1946 — «Клятва» — гостья на приёме в Кремле
- 1948 — «Молодая гвардия» — бабушка Вера
- 1949 — «У них есть Родина» — ткачиха
- 1951 — «Сельский врач» — Петухова, пациентка